# Ned Beauman
Ned Beauman (* 1985 Londýn) je britský spisovatel, který za román Boxer, brouk obdržel prestižní Goldbergovu cenu v kategorii “Vynikající debut”.

## Biografie
Narodil se v roce 1985. Vystudoval filozofii na univerzitě v Cambridgi a píše pro Dazed & Confused, AnOther, The Guardian, The Financial Times a několik dalších časopisů a novin.